# Tucking

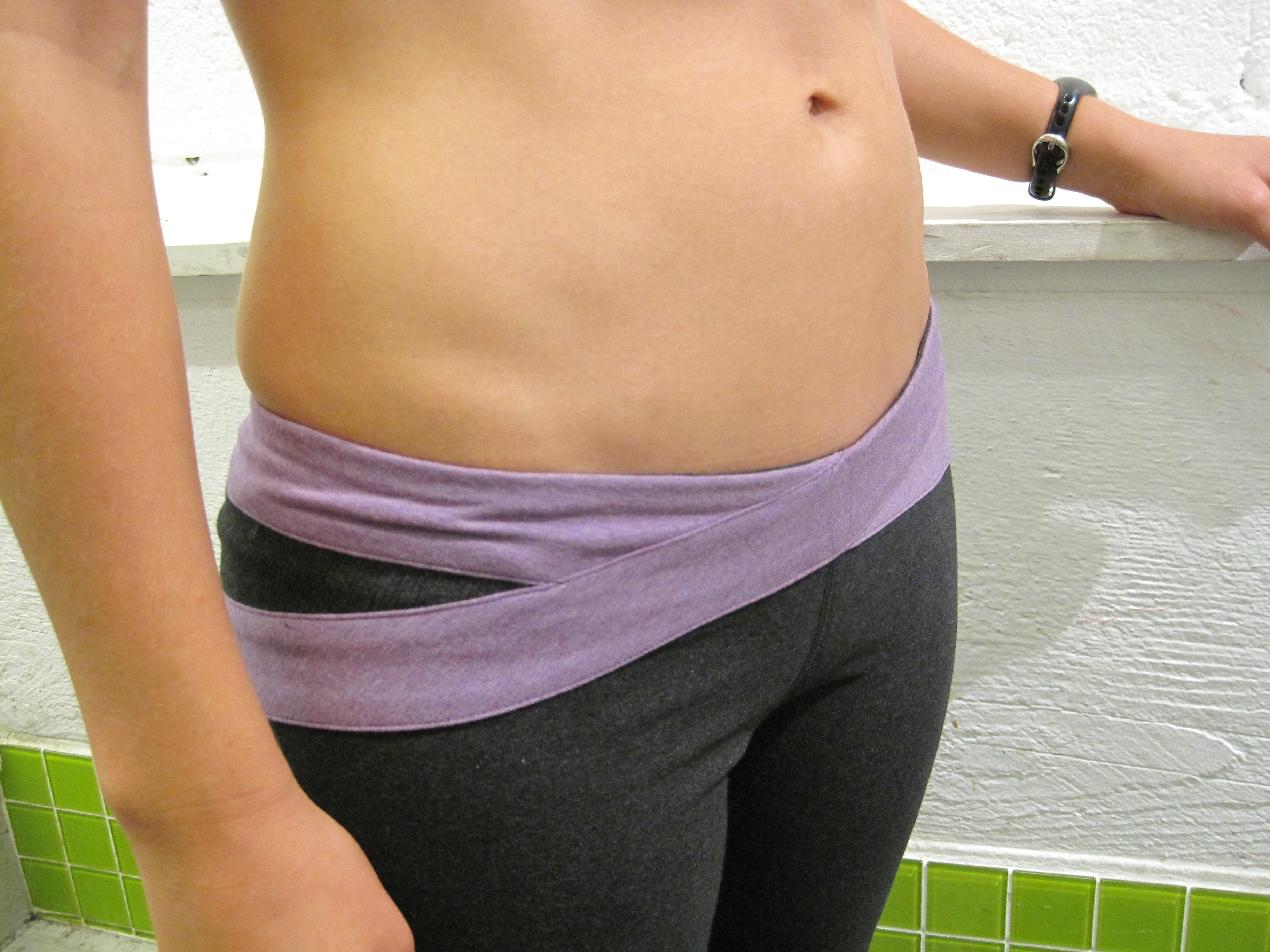
Mulheres trans e pessoas com dismorfia corporal, às vezes, buscam uma região da virilha mais plana, para uma aparência feminina ou andrógina

Tucking, chamado de aquendação no pajubá, é uma técnica pela qual um indivíduo esconde a protuberância da virilha do pênis e testículos para que não sejam visíveis através da roupa.
A prática é mais comumente empregada por mulheres trans e indivíduos transfemininos, bem como pessoas não-binárias que foram designadas como homens ao nascer e homens cis que fazem drag ou desejam uma aparência mais andrógina. A prática do tucking tem efeitos colaterais relacionados à fertilidade, como uma contagem de espermatozóides reduzida. Alguns tipos de roupas, como gaff [en] e bloxers, são projetados propositadamente para esconder a protuberância da virilha.

## Métodos

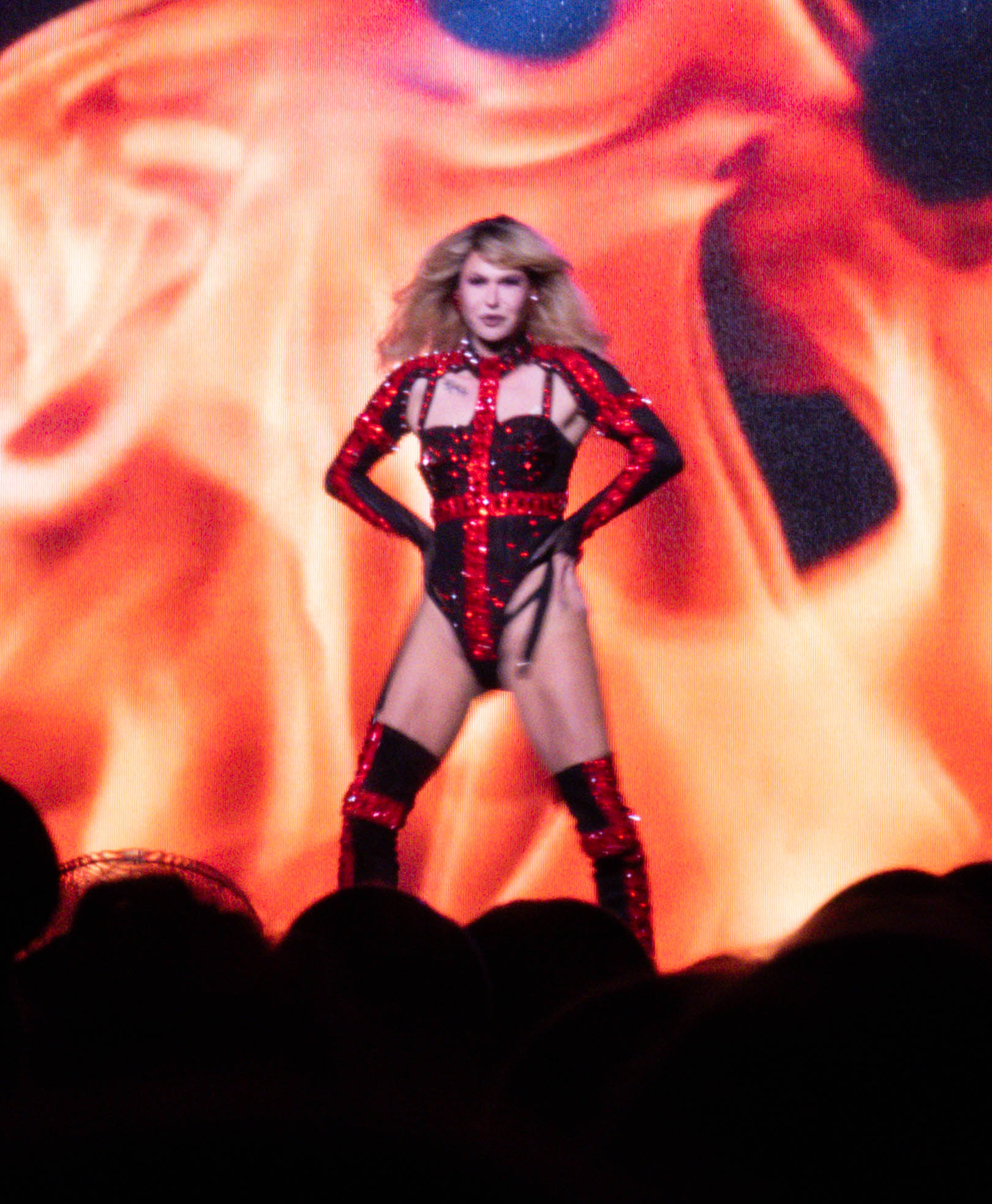
A drag queen estadunidense Trinity The Tuck se apresentando na Pride 2024, em Lanspeary Park. The Tuck mudou seu nome de drag, que originalmente era Trinity Taylor, para Trinity The Tuck justamente por ser conhecida pelo seu processo de tucking perceptível na imagem.

Um método de tucking envolve puxar o pênis para trás entre as pernas enquanto simultaneamente empurra os testículos para dentro do canal inguinal. Para manter essa posição no lugar, alguns praticantes podem usar roupas íntimas especialmente apertadas e uma meia-calça que tenha uma alça. Outra prática é o achatamento ou amarração usando fita adesiva para prender a genitália ao longo do períneo e, se possível, entre as nádegas. Existem também artifícios improvisados ou caseiros em que um cós elástico é cortado de uma peça de roupa existente e, em seguida, uma bolsa colocada ao longo do meio para ser puxada para cima.
Algumas pessoas usam roupas semelhantes a calcinhas, muitas vezes chamadas de gaffs, que servem para esconder a genitália e fornecer uma área feminina plana e lisa entre as virilhas.
A terapia hormonal feminizante pode ajudar na prática de tucking, pois um dos efeitos é a diminuição dos testículos e do pênis.

## Outros
A prática do tucking também é observada entre os homens cisgênero por outros motivos que não a aparência feminina, feita de diferentes maneiras. Alguns homens cis fazem isso porque têm dismorfofobia em relação à protuberância genital. Para outros homens é devido a sentir vergonha, enquanto outros fazem isso para esconder uma ereção, para dessexualizar-se por uma sensação de pudor ou falofobia [en] ou porque a 
protuberância é proeminente em um momento inadequado. Os métodos de tucking incluem colocar o pênis atrás do cós, às vezes coloquialmente chamado de uptuck, enquanto alguns homens podem usar roupas íntimas de compressão projetadas propositadamente. Variações de tucking podem ser usadas por homens macrofálicos quando percebem que a protuberância da virilha tem uma aparência obscena. Existem alguns tipos de bermudas e cuecas boxer que são projetados para esconder a protuberância da virilha masculina, como bloxers.
Homens trans e pessoas altersexo, que passaram por faloplastia, podem vivenciar uma disforia fluida perante ao neofalo, também podendo praticar.